# Крайній Костянтин Костянтинович
Крайній Костянтин Костянтинович  (23 лютого 1972, Київ) — український вчений-історик, заступник Генерального директора з наукової роботи Національного Києво-Печерського історико-культурного заповідника (з 2021 року), керівник київського представництва міжнародного праославного енциклопедичного видання (до 2014 р.), котре раніше очолювала Жиленко Ірина (Орися) Володимирівна. Організатор щорічної наукової конференції "Церква - наука - суспільство: питання взаємодії" (проводилася до 2019 року включно за участю провідних церковно-наукових кадрі УПЦ-МП).

## Життєпис
Батько - Костянтин Михайлович Крайній, український та російський кінорежисер, на "Київнаукфільмі" зняв перші україномовні документальні стрічки: "Доля моя – хліб" (1986), "Що посіємо?" (1987), "Що пожнемо?" (1988), "Обережно: наркоманія" (1989), "Рідна нива", "Під знаком біди" (1990), "Фольклор українського Закарпаття" (1991) та інші.
Фахову освіту отримав у Київському університеті імені Тараса Шевченка. Захистив у 2004 році дисертацію кандидата історичних наук на тему: "Дослідження церковної історії в Київському Церковно-історичному та археологічному товаристві 1872-1920 рр." (науковий керівник - доктор історичних наук Григорій Казьмирчук).
З 2008 року - відповідальний редактор наукового збірника "Болховітіновський щорічник", а з 2010 року - також і відповідальний редактор наукового фахового журналу "Лаврський альманах".
Послідовно займав у Києво-Печерському заповіднику наступні посади: до 2017 року - начальник відділу наукових видань заповідника, далі - начальник науково-дослідного відділу історії та археології НКПІКЗ.
З 2021 року - заступник з наукової роботи Генерального директора Національного заповідника "Києво-Печерська лавра".

## Наукова та громадська діяльність
Починаючи з 2003 року, за участю Крайнього та Ірини Жиленко силами Києво-Печерського заповідника проводилася щорічна церковно-наукова конференція "Православ'я, наука, суспільство - питання взаємодії", афільована з представниками УПЦ-МП.
З 2010 року перейменована у конференцію "Церква, наука, суспільство - питання взаємодії", а з 2014 року набула міжконфесійного характеру, хоча перед тим була зосереджена виключно на церковно-наукових колах УПЦ-МП. 
Але, тим не менше, навіть у 2019 році в оргкомітет цієї конференції були включені два професора Київської духовної академії УПЦ-МП: Бурега Володимир Вікторович та його дружина Прокоп’юк Оксана Борисівна, натомість не було жодного представника від ПЦУ. 
Більше того, Костянтин Крайній свого часу, в період правління режиму Януковича був одним з представників в Україні від церковно-наукового центру РПЦ "Православна енциклопедія" у Москві, куди він їздив до 2014 року включно майже кожен місяць, займаючись оформленням авторів, доставкою з Москви до Києва гонорарів у готівковій формі, вирішенням інших організаційних питань. Паралельно з ним, куратором "Православної енциклопедії" в Україні також вважалася близька до Московського Патріархату дослідниця Жиленко Ірина (Орися) Володимирівна, заступник завідувача відділу історії Києво-Печерської Лаври Національного Києво-Печерського історико-культурного заповідника, яка з 2000 року була неофіційним координатором московської "Православної енциклопедії" на території України, а не пізніше 2001 року захистила дисертацію кандидата богословських наук в УПЦ (МП) на тему: "Історія Києво-Печерської лаври XI-XVII століть".
Силами Крайнього та Жиленко до співпраці з "Православною енциклопедією" було залучено не меше 20 українських істориків та мистецтвознавців, серед них: Ульяновський Василь Іринархович, Бурега Володимир Вікторович, Ластовський Валерій Васильович, Кузьмук Олексій Сергійович, Крайня Ольга Олексіївна, Кабанець Євгеній Павлович, Кагамлик Світлана Романівна, Сінкевич Наталія Олександрівна, Прокоп'юк (Бурега) Оксана Борисівна, Головащенко Сергій Іванович, Сіткарьова Ольга Всеволодівна, Литвиненко Ярослав Володимирович, Кондратюк Аліна Юріївна, Лопухіна Олена Володимирівна, Воронін Віталій Вікторович, та інші.
При посередництві Крайнього та Жиленко, які до 2014 року регулярно відвідували з робочими візитами офіс "Православної енциклопедії" у Москві, через них особисто вказані дослідники регулярно оформлювали (дистанційно) з московським церковно-науковим центром авторські договори та угоди про узгодження підпису, в процесі написання своїх статей для "Православної енциклопедії".
Приблизно до 2014-2016 років Крайній продовжував дуже тісно співпрацювати з установами Московського Патріархату, зокрема - з Київською духовною академією УПЦ-МП, з чернечою громадою УПЦ-МП при Києво-Печерській лаврі, з церковно-науковим центром "Православна енциклопедія" у Москві, а також з дочірньою від останнього структурою - кінокомпанією "Православна енциклопедія" (в останньому випадку, у співпраці був задіяний і батько Костянтина Крайнього - сценарист і режисер-документаліст Крайній Костянтин Михайлович, який допомагав своїми порадами та консультаціями московським колегам у організації зйомок документальних фільмів на українську тематику, а також був задіяний київський телеканал "Інтер" у особі кількох телевізійників, які працювали у ньому: Сергій Канєв, Марія Тесленко і Наталія Борових). Зокрема, у 2011-2014 роках у Києві готувалася та випускалася в ефір телепрограма "Православна енциклопедія в Україні".
30 травня 2013 року в Церковно-археологічному музеї КДА УПЦ-МП, з благословення ректора КДАіС, керуючого справами УПЦ митрополита Бориспільського Антонія (Паканича), відбулася секція «Церква в XIX-XX столітті: джерела, історія та історіографія» XI міжнародної наукової конференції «Церква — наука — суспільство: питання взаємодії», присвяченої пам’яті Київського Митрополита Євгенія Болховітінова. Модераторами секції «Церква в XIX-XX столітті: джерела, історія та історіографія» виступили проректор КДА з науково-богословської роботи Володимир Бурега та співробітник Національного Києво-Печерського історико-культурного заповідника Костянтин Крайній. 
Сам Крайній ще у грудні 2016 року, проявляючи лояльність по відношенню до проросійських медіа, давав консультації при підготовці статті відомих промосковських активістів Дмитра Марченка та Юлії Мягкої "Віхи історії" для інтернет-журналу УПЦ-МП "Православная жизнь". 
Така співпраця повністю припинилася лише у 2016 році, коли у Києві в одному з приміщень Києво-Печерського заповідника, у рамках фестивалю православного кіно, востаннє проводились кінопокази "Православної енциклопедії", та демонструвався "православний" кінофільм "Монах и бес", відзнятий останньою кіностудією в Росії та на окупованому з 2014 року Кримському півострові. 
У 2017 році з критикою Крайнього виступив блогер Петро Бомбило:
"Проте в приміщенні Верховної Ради на стихійному брифінгу відзначився начальник науково-дослідного відділу Заповідника Костянтин Крайній, ревний захисник Любомира Михайлини, з остраху зазначивши, що його відділ проводить дослідження з історії та культури України. (...) Збрехав, що не має його відділ ніякого відношення до УПЦ МП! Хоча один з його підлеглих – Ігор Хроненко– є викладачем семінарії на Нижній Лаврі. Завідувач науково-дослідного відділу Заповідника Костянтин Крайній, науковий доробок котрого по лаврській тематиці складає менше публікацій, ніж у середньостатистичного аспіранта-історика, котрий виходить на захист кандидатської дисертації, не говорячи про наукові доробки інших науковців Заповідника, примудрився під чітким керівництвом Любомира Михайлини продати права на видання всіх наукових видань Заповідника приватній особі. А отже і розпорядження інтелектуальним продуктом загалу науковців, які про це навіть і не здогадуються. Своїм головним обов’язком (і призначенням) він вважає загальне керівництво відділом. І це при тому, що на керівництво науковим підрозділом будь якої академічної наукової установи відводиться лише 75 годин на рік. Пріоритетними напрямками досліджень наукового  відділу за керівництва Крайнього стали теми на зразок «Розлив вірменського коньяку в Заповіднику в повоєнні роки», «Історія міста Полонне» та «Носії археологічної культури шнурової кераміки». Епохальним і сенсаційним у науковому житті Заповідника в останній час стало «віднайдення» Костянтином Крайнім і заступником гендиректора з наукової роботи, доктором історичних наук, професором археології Сергієм Пивоваровим у фондах Заповідника єгипетської мумії та мумії крокодила, що років за сорок до їх пришестя вже були на обліку. За сприяння та мовчазної згоди Костянтина Крайнього був ліквідований один-єдиний книжковий магазин у Заповіднику.". 
9 червня 2022 року Крайній з нагоди 50-річчя був нагороджений Орденом УПЦ-МП прп. Іова, ігумена Почаївського III ступеня. 
Як запрошений спеціаліст, ще до початку 2023 року Крайній читав для студентів Київської духовної академії УПЦ-МП спецкурс "Збереження пам’яток церковного мистецтва", що обумовлювалося договором про співпрацю між академією та Києво-Печерським заповідником, підписаним 2011 року. Про це стверджував архієпископ Сильвестр (Стойчев), ректор академії. 
З 2008 року Крайній відомий, як відповідальний редактор видання "Болховітіновський щорічник", а з 2010 року - також і відповідальний редактор наукового журналу "Лаврський альманах".
У 2021 році, після того, як захворів попередній заступник Генерального директора Національного Києво-Печерського історико-культурного заповідника Пивоваров Сергій Володимирович, Крайній був призначений на його місце.
За даними сайту "Кларіті", у 2022 році Крайній фігурував у неконкурентних закупівлях. 
Дружина - Крайня Ольга Олексіївна, кандидат історичних наук. Захистила у 2012 році дисертацію на тему: "Флорівський (Вознесенський) монастир у Києві як пам'ятка історії та архітектури XVI - початку XX століть".

## Заяви
В січні 2023 року Крайній засудив діяльність митрополита Павла (Лебедя):
У 2010 році перебудова лаври досягла такого масштабу, що ЮНЕСКО хотіло виключити  монастирський комплекс зі списку світової спадщини. Кілька разів у лавру з перевіркою приїжджала комісія, врешті у 2012 році ЮНЕСКО заплющило очі на нові будівлі. Після Революції гідності 2014 року священники УПЦ МП стали менше будувати в монастирі, каже Крайній. Змінилася політична ситуація, лобісти церкви масово втекли в росію, а ті, що залишилися, не хотіли заступатися за неї через війну на сході та окупацію Криму. 
"У кінці 2021 року на замовлення Павла на стінах Успенського собору зʼявився його портрет, де він стоїть в оточенні двох митрополитів УПЦ МП — Онуфрія та покійного Володимира". - Костянтин Крайній розказує, що в заповіднику "помітили розпис недавно, бо він розташований на другому поверсі за хорами, де мало хто буває. Що із цим робити далі — у заповіднику не знають. Але якщо цей портрет можна замалювати, то повернути памʼяткі архітектури, які знищив Павло за майже 30 років господарювання, уже неможливо. У 2007 році заповідник програв суд про перебудову брами XIX століття, яка веде до Нижньої лаври. Павло зробив її вищою на півтора метра, мовляв, інакше у двір не можуть заїхати вантажівки".
— І це все зробили в один день. Був великий скандал, — згадує Костянтин Крайній. — Перебудову вписали в документи, наче так і мало бути. Це було в часи, коли заповідник перейшов під управління Міністерства культури, але будівлі залишалися в підпорядкуванні міста. Мером тоді був Леонід Черновецький 
- У 2000 році закінчили будівництво Успенського собор.у На День Незалежності собор освятив митрополит УПЦ МП Володимир. Тоді під стінами Лаври зібралися кияни — обурювалися, чому собор віддають «московським попам». Це єдиний конфлікт, який був навколо собору за всі роки, — розповідає Крайній. — Тисячі людей прийшли під стіни Лаври. Поліція їх не пропускала, і в цей же час через металошукачі проходили представники Московського патріархату, які йшли на освячення.
- У 2007 році Павло надіслав до Верховної Ради лист, аби в розпорядження УПЦ МП передали всю територію монастиря, виселивши музеї з Верхньої лаври. Пояснював це відновленням історичної справедливості, бо колись усе це належало церкві, а комуністи після 1917 року відібрали. Симоненко — один з тих, хто підтримував Павла, згадує Крайній. Він говорить, що тоді була небезпечна ситуація — більшість у парламенті контролювали Партія регіонів та БЮТ  які утворили коаліцію. Насилу вдалося вмовити депутатів не ухвалювати таке рішення.
Тридцять шість новобудов монастиря не стоять на балансі заповідника. Щоб це сталося, той нещодавно звернувся у поліцію.
Якщо суд визнає перебудову монастиря незаконною, то треба вирішити — новобудови зносити чи реконструювати у стилі бароко. Другий момент — потрібно покарати винних у тому, що монастир змінювали. Крайній говорить, що це питання найближчих років і відповідей на них поки немає, як і грошей на відновлення архітектури.
За словами Крайнього, у 2016 році церква вирішила зробити браму красивішою. Виклали кольорову мозаїку на золотому тлі, яка не відповідає стилістиці монументального живопису Лаври. А також добудували куполи. Тепер брама вища за сусідню будівлю XVIII століття — вхід у Ближні печери. Неспеціаліст цього й не побачить, бо одне блищить, інше також блищить. Але то був український стиль, з мазепинських часів, бані, які тут замальовував Тарас Шевченко. А тепер замість них такі, як у росії, — говорить Костянтин Крайній.
Костянтин Крайній каже, що російські імператори наказували знищувати в Києво-Печерській лаврі барокові розписи, бо вони їм не подобалися. Малюнки відбивали від стін молотками і замість них робили нові — в академічному петербурзькому стилі. Ми розуміємо, що ця тактика діяла протягом трьох століть — Російська імперія, радянщина, а тепер російська федерація через Московський патріархат вимивали нашу ідентичність, — говорить Крайній. — Лавра — памʼятка національного і світового значення. Коли я чую, що церква хороша, вона зробила теплу підлогу чи розширила ворота, дивуюся — якою ціною? Нічого, що це коштувало нам самобутності?

Весною 2023 року Крайній заявив, що Києво-Печерська лавра проводила незаконне будівництво на заповідних територіях:
"Це пам'ятка місцевого, деякі національного значення. Я вже не кажу про те, що весь архітектурний ансамбль лаври це частина об'єкта всесвітньої спадщини ЮНЕСКО. І звісно, ніяких перебудов, особливо неконтрольованих, не можна на цій території проводити". 
Зважаючи на ці факти, за участі Крайнього, з опорою на його наукові висновки, було досягнуто рішення про припинення користування приміщеннями Києво-Печерської лаври з боку громади УПЦ-МП.
14 березня 2023 року Костянтин Крайній також уточнив, що УПЦ зараз видворяють не з усієї лаври і навколо неї. Річ у тім, що договір оренди, який розриває заповідник, стосується Нижньої Лаври. А в УПЦ МП біля пам’ятника “воїнам-афганцям” є в користуванні ще Воскресенський собор (так званий “афганський”). Цей храм та низка споруд біля нього в оренді за іншим договором ще з 90-х років. І, як каже пан Крайній, поки що звідти представників УПЦ не “попросили”. Але на фоні всієї Нижньої Лаври – це як краплина у морі. До того ж цей храм розташований фактично поза лаврським містечком. Крайній каже, що вони будуть ретельно документувати і контролювати долю майже 800 реліквій, які мають бути у користуванні УПЦ за даними ревізії 2018 року. Включно з понад 122 мощами. Костянтин Крайній вказав, що наукові співробітники та заповідник цілком можуть дати раду усім приміщенням, які звільнять представники УПЦ МП. Так, як це сталось з Успенським собором та Трапезною церквою Верхньої Лаври, звідки УПЦ без конфліктів пішла на початку січня після закінчення договору оренди. 
З 30 березня 2023 року комісія Мінкультури розпочала процес приймання об’єктів Лаври на баланс держави. Своєю чергою, заступник генерального директора заповідника Києво-Печерська Лавра Костянтин Крайній розповів ТСН про порушення, виявлені ревізією:
“Протягом грудня-січня працювала міжвідомча комісія Міністерства культури та інформаційної політики, яка перевіряла виконання усіх угод. В першу чергу, це неузгоджена перебудова, новобудови на території. Було відмічено, які саме пам’ятки були перебудовані. Також передача певних приміщень у субаренду без узгодження. Держава дала в оренду безоплатно, в користування церковним інституціям, але це потрібно було узгоджувати з відповідними державними органами”.
Крайній зазначив, що термін користування Лаврою спливає в УПЦ МП до кінця дня:
“З завтрашнього дня починає працювати згідно наказу Міністерства культури та інформаційної політики України спеціальна комісія з прийому і передачі об’єктів. Їх 79, це дуже тривалий час, треба всі ці об’єкти, приміщення, окремі споруди прийняти на баланс держави… Вони припиняють користуватися, а коли звільнять – це буде вирішуватися комісією”.
У квітні 2023 року Крайній заявив наступне: 
- 29 березня УПЦ (МП) мали виїхати з Лаври, але зробили це за декілька днів. На початку квітня в Лаврі почала працювати комісія Мінкульту з передачі державі будівель, які були у користуванні УПЦ (МП). Через це, каже заступник гендиректора з наукової роботи Лаври Костянтин Крайній, заповідник не може закрити крамниці та МАФи. - Як тільки ця територія буде передана Києво-Печерському заповіднику, тоді ми будемо за неї відповідати. Поки що комісія починає (перевірку та складання актів прийому-передачі 79 об’єктів, які були передані монастирю в безоплатне користування у 2013 році). Павло (Лебідь) не може перекидати відповідальність на нас за, те, що там відбувається. Це територія, яку він нам не передав. Коли це станеться, таких товарів і близько не буде".
Також Крайній наполіг на виїзді з лаври Київської духовної семінарії та академії УПЦ (МП). Заступник директора заповідника Костянтин Крайній у коментарі «Бабелю» сказав, що окремих договорів оренди із семінарією заповідник не має: «У 2013 році уряд Миколи Азарова віддав чоловічому монастирю УПЦ МП у довічне безоплатне користування всі 79 корпусів Нижньої лаври. Потім монастир віддав частину корпусів у суборенду духовній академії та семінарії». 

## Наукові праці
- Крайній К. К. Історики Києво-Печерської лаври XIX — початку XX століть. Київ: ТОВ Університетське видавництво “Пульсари”, 2000.
- Крайній К. К. Київське Церковно-історичне та археологічне товариство, 1872-1920. Лаврський альманах: спецвипуск. Випуск 4. Київ: ТОВ Університетське видавництво “Пульсари”, 2001.
- Крайній К. К. Діяльність Київського Церковно-археологічного товариства з дослідження давньоруських християнських пам'яток Києва. Київ: ТОВ Університетське видавництво “Пульсари”, 2004.